# Avventura nella fantasia
Avventura nella fantasia (The Wonderful World of the Brothers Grimm) è un film del 1962 diretto da Henry Levin e George Pal. Il film è stato candidato a vari Academy Awards nel 1963: per la migliore scenografia, fotografia e musica. Ha vinto invece l'Oscar per i migliori costumi. Ha vinto un Golden Globe per il miglior montaggio.

## Trama
I due fratelli Grimm, Jacob e Wilhelm, vengono ingaggiati da un duca per scrivere la storia della sua casata, con la quale vorrebbe rendere omaggio al re di Prussia. Jacob, il più serio e analitico dei due fratelli, si dedica con grande impegno agli studi storiografici; Wilhelm, al contrario, preferisce scrivere fiabe e racconti fantastici, rallentando il lavoro.
Una tappa fissa di Wilhelm sulla strada di casa è una vecchia venditrice di fiori che, in cambio dell'acquisto di un bouquet, gli racconta fiabe meravigliose. Jacob, dal canto suo, nella libreria del signor Stossel conosce un'affascinante giovane donna proveniente da Berlino, Greta Heinrich, che si mostra particolarmente appassionata dei suoi libri, malgrado essi trattino argomenti poco interessanti per il grande pubblico.
Dopo cena, Wilhelm racconta ai suoi bambini la fiaba del boscaiolo e della principessa danzante per farli addormentare, dimenticandosi nuovamente del lavoro per il duca, che viene portato avanti dal fratello. Con sua grande sorpresa, Wilhelm si accorge che la fiaba appena raccontata è conosciuta da più persone in diverse varianti: la moglie Dorothea la conosce con un sarto al posto del boscaiolo, il fratello Jacob con un contadino e il signor Stossel con un pescatore; si rende così conto che queste storie provengono da una lunga tradizione orale che si sta perdendo e necessitano di essere raccolte e messe per iscritto. Per verificare l'interesse che potrebbe suscitare la pubblicazione di un libro di fiabe, Wilhelm chiama tre bambini che stanno giocando in strada e racconta loro la storia degli elfi e del calzolaio, lasciandoli entusiasti.
Nel frattempo, con la complicità del fratello e del libraio, Jacob si avvicina sempre di più a Greta e, malgrado la sua iniziale incapacità nell'approcciarsi a lei, riesce a conquistarla e a chiederle di sposarlo.
Il duca fa chiamare i fratelli Grimm per segnalare loro che, nel lavoro storiografico ormai ultimato, è completamente assente un ramo cadetto della sua famiglia. Jacob si giustifica dicendo che dalle ricerche siano emerse solo scarse informazioni, ma il duca dà loro due giorni di tempo per completare l'opera.
Navigando lungo il Reno, i due si recano nel villaggio di Rheinburg e si dividono per effettuare ricerche presso gli archivi locali. Wilhelm viene a sapere dal parroco della presenza di un'anziana signora, Anna Richter, che abita in una capanna in mezzo ai boschi e che ogni venerdí intrattiene i bambini del posto con fiabe e racconti.
Anche lui si reca alla capanna insieme ai bambini e ascolta per la prima volta la fiaba dell'osso che canta; dopo che i piccoli sono tornati a casa chiede alla donna di raccontargli altre storie, che appunta su fogli di carta.
All'improvviso si ricorda del fratello e della nave, ma, nella fretta di raggiungere il porto, perde il manoscritto del lavoro per il duca. Jacob, adirato, decide di smettere di collaborare con lui e lo manda da solo a parlare con il duca: questi, per punirlo del tempo e del lavoro persi, gli dà tre giorni per pagare i sei mesi di affitto della casa in cui lui, il fratello e la famiglia hanno alloggiato gratuitamente durante la permanenza. Affranto e con le prime avvisaglie di una seria polmonite, Wilhelm sviene sulle scale del palazzo, viene riportato a casa e lí cade gravemente ammalato. Giunge Jacob, pentito e preoccupato per la salute del fratello, e, mentre questi è in preda ai deliri della febbre, lo perdona.
Lasciato solo, Wilhelm ha la visione di alcuni personaggi delle fiabe che lo spronano a sopravvivere per permettere loro di continuare ad esistere e gli chiedono di dare loro dei nomi; successivamente svaniscono, e con essi la febbre.
Dopo aver saldato il debito con il duca raccogliendo insieme a Stossel i soldi necessari, Jacob si impegna ad aiutare il fratello nella scrittura delle fiabe riconoscendo finalmente la grande importanza di tale operazione, anche se questo comporta rimandare il matrimonio con Greta a causa della precaria situazione economica che gli impedirebbe di mantenere la nuova famiglia. La fanciulla, amareggiata, rompe il fidanzamento con lui e torna a Berlino.
I due fratelli, sempre più affiatati, sono ormai inarrestabili nella scrittura delle fiabe; parallelamente, Jacob porta avanti gli studi filologici e linguistici, pubblicando nuove opere di grande prestigio. Tali produzioni valgono ai due fratelli il titolo di membri onorari dell'Accademia Reale di Berlino, ma si risentono perché nelle motivazioni sono stati considerati solo i lavori scientifici e non le fiabe. I Grimm si recano insieme a Berlino per accettare il prestigioso riconoscimento e, appena giunti alla stazione, con loro grande sorpresa vengono accolti da una gioiosa folla di bambini: in mezzo a loro c'è anche Greta, che sorride a Jacob, ricambiata, lasciando presagire un nuovo inizio per la loro relazione. I bambini chiedono in coro a Wilhelm di raccontare loro una storia, l'uomo esordisce con "C'erano una volta due fratelli..." e il film termina nel tripudio generale con la scritta "... e vissero per sempre felici e contenti".